# Openschufa
Openschufa (Eigenschreibweise: OpenSCHUFA) ist ein Projekt der Open Knowledge Foundation Deutschland und der Organisation AlgorithmWatch mit dem Ziel, die Scoring-Methoden der Schufa zu untersuchen und zu veröffentlichen. Das Projekt sammelte und analysierte dafür von über 2.000 Menschen Selbstauskünfte der Schufa. Das Projekt ist für den Grimme Online Award 2019 nominiert.
Der Bertelsmann-Konzern, dem unter anderem der Schufa-Konkurrent Arvato und über Gruner + Jahr Teile des Spiegel-Verlages gehören, ist finanzieller Unterstützer von AlgorithmWatch und damit auch dieses Projekts.

## Geschichte
Die Kampagne startete im Februar 2018 damit, Spenden für das Projekt einzusammeln. Von den angestrebten 50.000 € wurden insgesamt ca. 43.000 € erreicht. Ab Mai 2018 konnten Interessierte ihre Selbstauskünfte über ein dafür eingerichtetes Portal hochladen. Die eingereichten Daten wurden später durch Journalisten des Bayerischen Rundfunks und des Magazins Der Spiegel ausgewertet.

## Ergebnisse
Die Auswertung der Ergebnisse wurde durch mehrere Faktoren erschwert: Zum einen übermittelte die Schufa in Folge der DSGVO kurz nach Start des Projekts nur noch einen Teil der vorher offengelegten Daten. Zum anderen ist der übermittelte Datensatz nicht repräsentativ für die Bevölkerung. Dennoch zeigte sich etwa, dass Verbraucher auch ohne Negativmerkmale schlechte Scores erhalten können und dass junge Männer häufig als besonders riskant eingestuft werden.
Als Folge des Projekts forderte etwa die Bundesverbraucherschutzministerin Katarina Barley mehr Transparenz bei Wirtschaftsauskunfteien wie der Schufa.